# Андрея Марковски
Андрея (Андрей) Георгиев  Марковски е български революционер, ресенски деец на Вътрешната македоно-одринска революционна организация.

## Биография
Андрея Марковски е роден в 1881 година в ресенското село Ехла, тогава в Османската империя. Работи в Цариград, където във 1902 година е посветен във ВМОРО. През есента на 1902 година, въоръжен, се връща в Златари. Участва в Илинденско-Преображенското въстание през лятото на 1903 година с четата на Славейко Арсов, подпоручик Александър Панайотов и Георги Павлов – Чауша. Взима участие в сраженията при кулата Петрино, в село Болно, в село Дупени и в село Ехла.
Марковски участва в Балканската война като доброволец в 3-та рота на 6-а охридска дружина от Македоно-одринското опълчение. Носител е на орден „За военна заслуга“.
На 24 февруари 1943 година, като жител на София, подава молба за българска народна пенсия, която е одобрена и пенсията е отпусната от Министерския съвет на Царство България.